# Wer ist John?
Wer ist John? (Originaltitel: Transfigurations) ist die 25. Folge der dritten Staffel der US-amerikanischen Science-Fiction-Fernsehserie Raumschiff Enterprise – Das nächste Jahrhundert. Sie wurde in den Vereinigten Staaten über Syndication vermarktet und erstmals am 4. Juni 1990 auf verschiedenen Fernsehsendern ausgestrahlt. In Deutschland war sie zum ersten Mal am 10. August 1993 in einer synchronisierten Fassung im ZDF zu sehen.

## Handlung
Im Jahr 2366 bei Sternzeit 43957.2 erforscht die Enterprise ein bislang unkartiertes Sternensystem und entdeckt dabei auf einem der Planeten ein abgestürztes kleines Raumschiff. Der Pilot ist beinahe tot und bevor er auf die Enterprise gebeamt werden kann, muss Schiffsärztin Beverly Crusher sein Nervensystem stabilisieren, indem sie eine Verbindung zwischen ihm und einer gesunden Person herstellt. Chefingenieur La Forge meldet sich freiwillig. Bei der Prozedur geht eine seltsame Energieentladung von dem Fremden auf ihn über.
Auf der Krankenstation der Enterprise behandelt Dr. Crusher den Fremden und aufgrund seiner erstaunlichen Selbstheilungskräfte ist sie zuversichtlich, dass er wieder vollständig genesen wird. Sie stellt zudem fest, dass auch seine gesunden Zellen eine Mutation durchlaufen, die offenbar nicht direkt mit dem Heilungsprozess zusammenhängt und für die sie keine Erklärung hat. Unterdessen wird das abgestürzte Schiff als eine Fluchtkapsel identifiziert. Offenbar hatte der Fremde damit ein Raumschiff verlassen, dessen Trümmer im Orbit des Planeten gefunden werden. Unter den Trümmern wird auch ein Datenspeicher gefunden und es wird nach einem Weg gesucht, darauf zuzugreifen.
Der Fremde erwacht schließlich, hat aber keinerlei Erinnerungen daran, wer er ist oder was der Grund seiner Reise war. Dr. Crusher gibt ihm vorläufig den Namen John Doe. Sie stellt fest, dass seine Zellen weiterhin mutieren, was nun zu gelegentlichen Schmerzen und seltsamen Leuchterscheinungen an seinem Körper führt. John scheint aber auch über heilsame Kräfte zu verfügen. La Forge wirkt nach seinem Kontakt mit ihm wie ausgewechselt. Er überwindet seine Schüchternheit und traut sich endlich, mit seiner Kollegin Christy Henshaw zu flirten. Eine Schulterverletzung von Transporterchief O’Brien kann John durch bloße Berührung heilen.
Nach einer Weile gelingt es, den fremden Datenspeicher auszuwerten und den Heimatplaneten von John ausfindig zu machen. Gleichzeitig kommen Bruchstücke von Johns Erinnerungen zurück. Er spürt, dass es noch andere wie ihn gab und dass er mit ihnen aus ihrer Heimat geflohen war. Das beunruhigt ihn sehr, doch Captain Picard versichert ihm, dass die Enterprise noch weit von seinem Planeten entfernt ist. Kurz darauf wird jedoch ein fremdes Schiff registriert, das sich mit hoher Geschwindigkeit der Enterprise nähert.
John fällt es immer schwerer, die Veränderungen seines Körpers zu kontrollieren. Er fürchtet, er könne der Besatzung unabsichtlich schaden, und entschließt sich daher, das Schiff zu verlassen. Er will ein Shuttle entwenden, doch das alarmiert den Sicherheitsdienst. Bei einem Handgemenge mit Sicherheitschef Worf erleidet John einen weiteren Anfall. Worf stürzt und wird tödlich verletzt, doch John kann ihn durch eine Berührung wieder ins Leben zurückholen.
Das fremde Schiff nähert sich und reagiert schließlich auf die zahlreichen Kommunikationsversuche der Enterprise. Der Kommandant stellt sich als Sunad vom Volk der Zalkonianer vor. Er verlangt die sofortige Auslieferung von John und ist darüber hinaus an keinerlei Kontakt mit Außenweltlern interessiert. Auf Nachfrage erklärt Sunad, John sei ein gesuchter Verbrecher, weigert sich aber, irgendwelche Details zu nennen. Picard ist das zu wenig für eine Auslieferung. Sunad verliert schließlich die Geduld. Er setzt eine Waffe ein, durch die die gesamte Besatzung der Enterprise plötzlich Atemnot verspürt und das Bewusstsein verliert. Lediglich John ist immun und ihm gelingt es, seine Kräfte über das gesamte Schiff zu verteilen und die Mannschaft damit zu heilen. Schließlich erlangt er seine vollständige Erinnerung zurück. Er teleportiert Sunad auf die Brücke der Enterprise und klärt Picard über die Vorkommnisse in seiner Heimat auf: Die Zalkonianer befinden sich an der Schwelle zu einer neuen Evolutionsstufe, doch die Machthaber wollen das nicht wahrhaben, erklären deshalb alle, bei denen entsprechende Veränderungen auftreten, zu Verbrechern und töten sie. John und drei Gefährten gelang die Flucht, doch ihr Schiff wurde verfolgt und beschossen und nur er überlebte. Seine Metamorphose ist beinahe abgeschlossen und sein gesamter Körper fängt an zu leuchten. Er möchte Sunad an seinen Erkenntnissen teilhaben lassen, doch der weicht zurück und so schickt John ihn wieder auf sein Schiff. John dankt der Besatzung der Enterprise für seine Rettung, dann löst sich sein Körper vollständig auf. Er wird zu einem Wesen aus reiner Energie, das schließlich in den Weltraum entschwindet.

## Verbindungen zu anderen Star-Trek-Produktionen
In Wer ist John? wird Geordi La Forges romantisches Interesse an Christy Henshaw aus Folge 3.06 (Die Energiefalle) wieder aufgegriffen. Damals war sie nicht an ihm interessiert, was sich nun offenbar geändert hat.
Dass Chief O’Brien in seiner Freizeit gern Kajak fährt (und sich dabei regelmäßig verletzt), wurde später in mehreren Folgen von Star Trek: Deep Space Nine wieder aufgegriffen.

## Produktion

### Drehbuch
Showrunner Michael Piller hatte die Idee zu einer Folge, in der die Möglichkeiten der Medizin des 24. Jahrhunderts im Mittelpunkt stehen sollten. Auf einem Mond sollte ein abgestürztes Raumschiff gefunden werden. Der Pilot sollte praktisch tot sein und Dr. Crusher sollte ihn wieder ins Leben zurückholen und sich in ihn verlieben. Piller fehlte jedoch eine passende Hintergrundgeschichte für den Fremden. Er bat deshalb René Echevarria, der zuvor bereits das Drehbuch für Folge 3.16 (Datas Nachkomme) geschrieben hatte, sich der Idee anzunehmen. Echevarria machte aus dem Fremden jemanden, der im Begriff steht, sich von seiner humanoiden Form in ein Energiewesen weiterzuentwickeln. Sein erster Drehbuchentwurf war als Liebesgeschichte für Beverly Crusher in Anbetracht des unklaren Verhältnisses zu Picard angelegt. Er wurde von ihm selbst und mehreren anderen Mitgliedern des Star-Trek-Autorenteams noch einmal überarbeitet und zuletzt von Piller noch etwas geglättet.
Die Zalkonianer hießen im ersten Drehbuchentwurf noch „Falacians“. Der Name der Figur Sunad ist der rückwärts geschriebene Nachname des Star-Trek-Drehbuchautors Richard Danus.

### Regie
Wer ist John? war die erste von zwei Folgen der Serie, bei denen Tom Benko Regie führte. Benko war hauptberuflich als Editor tätig und schnitt zahlreiche Folgen von Raumschiff Enterprise – Das nächste Jahrhundert, Star Trek: Deep Space Nine und Star Trek: Raumschiff Voyager. Er führte später noch bei Folge 4.13 (Der Pakt mit dem Teufel) von Raumschiff Enterprise – Das nächste Jahrhundert Regie und schrieb zwei Drehbücher für Star Trek: Deep Space Nine.

### Darsteller
Charles Dennis, Darsteller von Sunad, spielte auch Kanzler Trelit in Folge 1.24 (Durch die Wüste) von Star Trek: Enterprise aus dem Jahr 2002.
Julie Warner hatte Christy Henshaw bereits in Folge 3.06 (Die Energiefalle) gespielt.

### Kostüme
Der Effekt von Johns Transformation wurde erzeugt, indem Mark LaMura einen fluoreszierenden orangen Ganzkörperanzug trug, der auf dem beim Dreh verwendeten Spezialfilm stark leuchtete. Durch diese Methode war nur eine geringe Nachbearbeitung des Rohmaterials nötig.

### Kulissen
In dieser Folge kam erstmals ein großes Labor-Set zum Einsatz, das später noch mehrfach zur Darstellung weiterer Labore und der Stellarkartografie genutzt wurde.

### Modelle
Für das zalkonianische Kriegsschiff wurde das modifizierte Modell des tarellianischen Raumschiffs aus Folge 1.11 (Die Frau seiner Träume) wiederverwendet.
Für John Does Fluchtkapsel wurde das Modell einer Fluchtkapsel aus Folge 3.22 (Der Sammler) wiederverwendet.

## Rezeption
Keith DeCandido bewertete Wer ist John? 2012 auf tor.com als eine gute Folge von Raumschiff Enterprise – Das nächste Jahrhundert. Die Handlung empfand er als Standardkost, aber ihm gefiel, dass die Folge viele interessante Einblicke in das Privatleben der Besatzungsmitglieder der Enterprise liefert. Ebenso gefielen ihm die Zalkonianer mit ihrer ungewöhnlichen Waffe und ihrem Desinteresse an Kontakten zur Föderation. Weiterhin lobte er das Schauspiel von Mark LaMura. Der einzige größere Kritikpunkt war für DeCandido, dass die Hintergrundgeschichte der Zalkonianer am Ende der Folge viel zu schnell abgehandelt wird.